# Grond-, weg- en waterbouw
Grond-, weg- en waterbouw, afgekort GWW is een term in de civiele techniek voor de verzameling van werkzaamheden van grond-, weg- en waterbouw. Verwante termen zijn "groen, grond en infra", "loonwerk" en "cumela".
GWW omvat een groot aantal disciplines in deze bouwtak zoals de bouw van dijken, bruggen, kanalen, cultuurtechnisch grondwerk, baggerwerken, waterbouw en wegenbouw.
De werkzaamheden in deze sector worden doorgaans uitgevoerd door cumelabedrijven, ook wel loonbedrijven genoemd. Bij het ontstaan van loonbedrijven begin 20e eeuw was loonwerk voornamelijk in de land- en tuinbouw, maar sinds de 2e helft van de 20e eeuw ligt de focus meer op grondwerk, wegenbouw en waterbouw. Dit kan ook terreinbeheer of groenvoorziening betreffen.